# Дефицит (филм)
„Дефицит“ е български игрален филм (драма) от 1990 година на режисьора Хаим Коен, по сценарий на Евгений Тодоров. Оператор е Теодор Янев.

## Актьорски състав
- Ели Скорчева – Елка
- Катя Паскалева – Мария Пеева
- Калин Шиваров – Монката
- Добринка Станкова – Доктор Захова
- Надя Тодорова – Леля Минка
- Красимир Ранков – Иван
- Вълчо Камарашев – Началникът
- Веселин Вълков – Бащата на Елка
- Никола Рударов – Босът
- Хуан Диего – Барманът
- Кина Мутафова – Хазяйката
- Огнян Узунов – Милко ухажьорът
- Георги Пенчев – Първи играеш шах
- Веселин Борисов – Втори играещ шах
- Рая Нанкова – Майката на Елка
- Мариета Калъпова – Сестрата на Елка
- Станка Петкова – Свекървата на Елка
- Борислав Иванов – Свекарът на Елка
- Свилен Тонев – Зетят на Елка
- Антон Маринов – Неканеният
- Стефан Попов – Средностатистически гражданин
- Таня Губиделникова – Аптекарка
- Антония Драгова – Чиновничка